# Нед Лідс (персонаж)
Нед Лідс (англ. Ned Leeds) — вигаданий персонаж з коміксів американського видавництва Marvel Comics. Він, згідно з сюжетом, був репортером «Дейлі Багл», а пізніше, не по своїй волі, став Гобґобліном.

## Історія створення
Нед Лідс вперше з'явився в 1964 році в The Amazing Spider-Man #18 і був створений Стеном Лі та Стівом Дитко. Він був убитий в лютому 1987 році в коміксі Людина-павук проти Росомахи, написаному Джимом Оуслі. Тому ДеФалко, Рон Френз і Пітер Девід критично відгукнулися про це, оскільки Оуслі не попередив їх про те, що збирається вбити Лідса.

## Вигадана біографія
Нед Лідс працює репортером у «Дейлі Багл». Він і Пітер Паркер змагаються за любов Бетті Брант, однак Пітер перестає домагатися Бетті, боячись, що Брант дізнається і не зможе прийняти його подвійну особистість як Людину-павука. Незабаром після цього Тиж добивається розташування Бетті й одружується з нею. Проте їх шлюб стає дуже напруженим.
Коли Людина-павук бореться з Гобґобліном, Нед слід за лиходієм і знаходить його укриття. З усім тим, Гобґоблін виявляє його і захоплює в полон. Він промиває мізки Лідсу, вирішивши в майбутньому зробити з нього «цапа відбувайла».
Пізніше Тижнів Лідс займається розслідуванням у справі сина Кингпина Річарда Фіску. Дізнавшись, що Річард ненавидить свого батька, Нед допомагає йому створити своє «друге я» — Троянду. Родерік Кінгслі, бажаючи стати новим босом кримінального світу, вирішує з допомогою Лідса вбити Кингпина.
Нед стає більш злим і агресивним, через що його відносини з Бетті поступово розвалюються. Та шукає розради у Флеші Томпсона. Коли Томпсон публічно ображає Гобґобліна, той підставляє його, видаючи за цього Гобґобліна. Незабаром таємниця особистості Неда була розкрита і він вирушив до Берліна. Там же його убив Іноземець на прохання Джейсона Макендейла. Пізніше Кінгпін показав фотографії Неда в костюмі Гобґобліна Людині-павуку.

## Сили таздібності
Бувши працівником «Дейлі Багл», Лідс володів навичками журналіста і детектива. Після становлення Гобґобліном Тижнів отримав гоблін-глайдер для польотів, броню під костюмом, рукавички з можливістю випуску електрозарядів, бластери, метальні диски і різні бомби у формі гарбузів з вибухівкою, димовою завісою або галлюциногенним газом.

## Альтернативні версії

### Ultimate
Вперше Тижнів з'являється в Ultimate Spider-Man #121. У цій вірсії всесвіту Тижнів Лідс і Бетті Брант не можуть терпіти один одного.
Нед Лідс коротко з'являється в коміксі Spider-Man Loves Mary Jane в № 6 і № 7. Тут Нед Лідс є ровесником Пітера Паркера. Він розриває стосунки з Мері Джейн Вотсон заради Бетті Брант.

### What If..?
- У «… Людина-павук рятує Гвен Стейсі» Нед присутній на весіллі Гвен і Пітера.[4]
- У «… Шибайголова вбиває Кінгпіна» Нед стає Гобґобліном і працює на Річарда Фіску. Він гине від власної бомби, при цьому підірвавши себе і Зірвиголову.[5]

## Поза коміксів

### Телебачення
- Нед Лідс з'являється в декількох епізодах мультсеріалу Людина-павук 1994 року, де його озвучує Боб Берген. Тут він не стає Гобґобліном, оскільки його особистість була виявлена до введення Лідса в історію. Крім того, в цьому мультсеріалі не з'являється Бетті Брант, через що персонаж залишається нерозкритим.
- У мультсеріалі Нові пригоди Людини-павука Тижнів Лідс, озвучений Ендрю Кишино, був перейменований у Неда Чі, американця корейського походження.

### Кіно
- У фільмі Нова Людина-павук. Висока напруга Пітер Паркер читає статтю Неда Лідса, в якій йдеться про те, що Курт Коннорс не визнає себе винним.[6]

### Кіновсесвіт Marvel
- Джейкоб Баталон виконав роль Неда у фільмі Людина павук: Повернення додому.

- Нед допоміжний персонаж фільму. Він найкращий друг Пітера Паркера, який дізнається, що Пітер — Людина-павук.

- Нед з'являється на короткий час в шкільному автобусі та відвертає всіх однокласників, щоб Пітер зміг переодягнутися в Людини-павука і прилетіти на допомогу до Старку.